# Agrochola scabra
Agrochola scabra är en fjärilsart som beskrevs av Otto Staudinger 1891. Agrochola scabra ingår i släktet Agrochola och familjen nattflyn. Inga underarter finns listade i Catalogue of Life.